# Turó de Montcada
Le Turó de Moncada est une montagne espagnole de 273 mètres d'altitude, située sur le territoire de la commune de Montcada i Reixac, dans la comarque du Vallès Occidental, dans la province de Barcelone, en Catalogne.

## Géographie

### Géologie

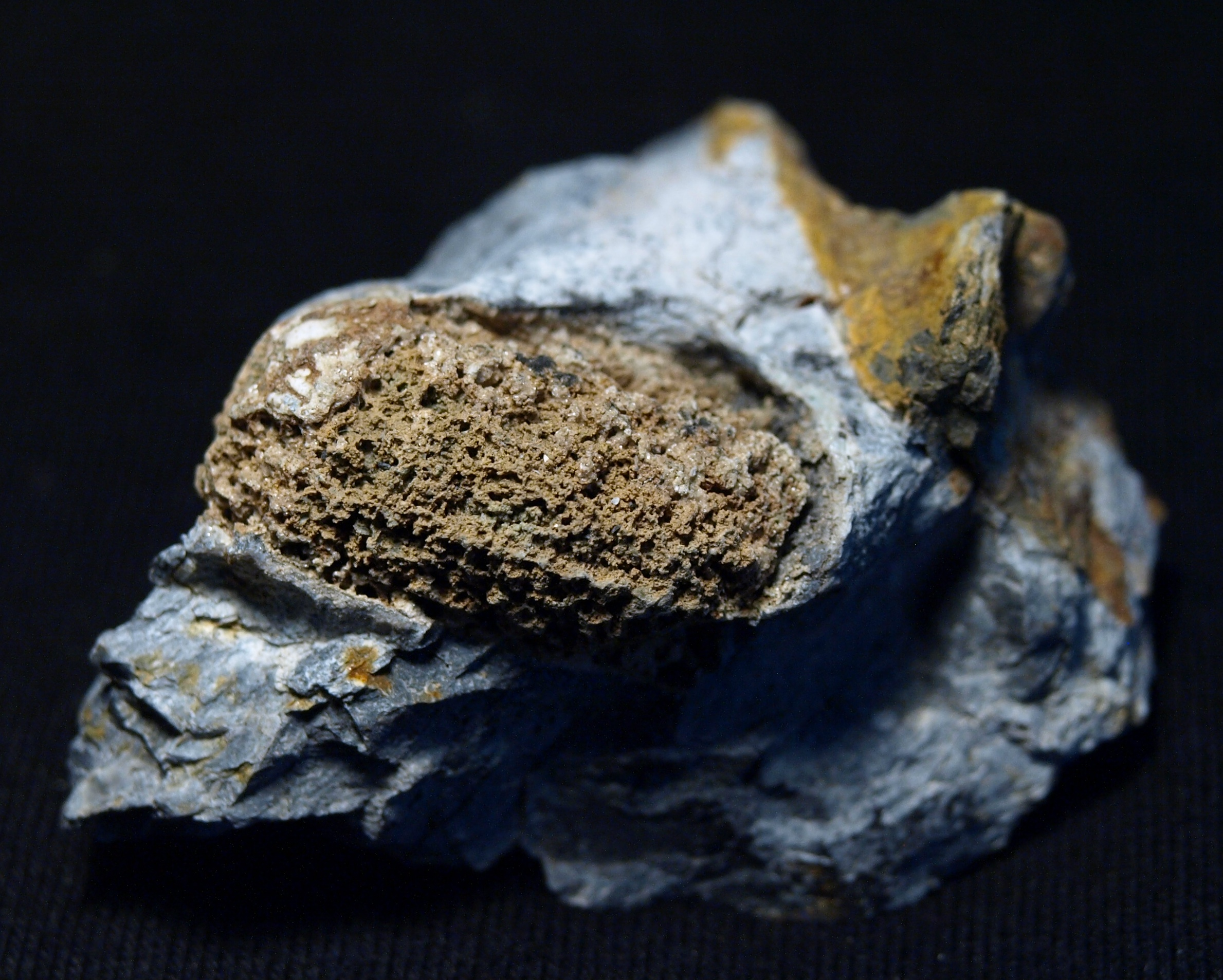
Calcioferrite extrait de la colline.

Dans la carrière où étaient extraits les matériaux qu'exploitait l'ancienne cimenterie Asland, on pouvait trouver des minéraux de diverses sortes. 
Les minéraux étaient concentrés dans la partie moyenne et basse de la carrière, où se trouvaient les ardoises du Silurien et les calcaires. Il y avait également des étages de pierre de touche, de phyllite grise, de marne du Caradocien et d'ardoises noires avec des nodules d'apatite. 
La pierre la plus connue de cette carrière est le phosphate, qui a été découverte en 1995 par des membres du Grup Mineralògic Català, qui avaient déjà identifié de nombreuses espèces de roches. Entre 1996 et 1999, un grand nombre de filons de variscite ont émergé et d'excellents spécimens ont été collectés. Ceux-ci, une fois polis ont été employés en bijouterie. D'autres pierres ont été trouvées telles que la montgomeryite, la calcioferrite et d'autres minerais du groupe de l'apatite, principalement la fluorapatite. En 2004, une poche de minéraux a été trouvée, elle contenait du cuivre, de la chrysocolle, de la libéthénite, de la pseudomalachite, de la malachite et de l'azurite. La jarosite, en raison de son abondance, et l'alumohydrocalcite, en raison de son intérêt minéralogique, se distinguent sur ce site.
La paragenèse de la carrière de la colline est assez variée, :
- minerais élémentaires : graphite ;
- sulfures : chalcopyrite, marcassite et pyrite ;
- oxydes et hydroxydes : gibbsite, goethite, opale, pyrolusite et quartz ;
- carbonates : alumohydrocalcite, ankérite, aragonite, azurite, calcite, dolomite, huntite, magnésite, breunnerite, malachite et sidérite ;
- sulfates : aluminocopiapite, alunite, natroalunite, chalcantite, jarosite, natrojarosite et mélantérite ;
- phosphates : béraunite, calcioferrite, carbonato-fluorapatite, carbonato-hydroxyapatite, crandallite, delvauxite, evansite, fosfosiderite, koninckite, libéthénite, métavariscite, montgomeryite, pseudomalachite, strengite, tinticite, variscite et whitlockite ;
- silicates : allophane, chrysocolle, halloysite et montmorillonite.

## Histoire
En 1917, l'entreprise Asland a installé une usine de ciment, appartenant actuellement à Lafarge, qui extrait sa matière première de la colline. Avant l'installation de la cimenterie, la hauteur de la colline devait dépasser les 300 m mais son activité aurait provoqué la disparition de quelques grottes, d'un village ibère antique[réf. nécessaire], de l'ermitage de la Mare de Déu de Montcada et des ruines du château de la famille de Moncada à cause d'un glissement de terrain en 1939. En 2013, l'exploitation était déjà terminée ainsi donc la restauration de la carrière (au niveau écologique et pour le paysage) a été proposée. Avec ce projet, l'entreprise Lafarge a signé un accord avec le Fonds mondial pour la nature - Espagne.